# Ismael Escartín
Ismael Escartín (* 7. Oktober 2003) ist ein spanischer Eishockeyspieler, der seit Beginn seiner Karriere beim CH Jaca unter Vertrag steht und mit dem Klub in der spanischen Superliga spielt.

## Karriere
Ismael Escartín begann seine Karriere als Eishockeyspieler in der Jugend des CH Jaca, für den er bereits als 15-Jähriger in der spanischen Superliga debütierte. 2023 wurde er mit dem Klub spanischer Meister und Pokalsieger.

### International
Für Spanien nahm Escartín im Juniorenbereich an den U20-Weltmeisterschaften 2022 und 2023 jeweils in der Division II teil.
Im Seniorenbereich stand er erstmals bei der Weltmeisterschaft 2022 in der Division II im spanischen Aufgebot. Auch 2023, als ihm mit den Iberern nach zwölf Jahren die Rückkehr in die Division I gelang, spielte er in der Division II.

## Erfolge und Auszeichnungen
- 2023 Spanischer Meister und Pokalsieger mit dem CH Jaca
- 2023 Aufstieg in die Division I, Gruppe B, bei der Weltmeisterschaft der Division II, Gruppe A